# Капо д'Елчи (Потенца)
Капо д'Елчи (итал. Capo d'Elci) је насеље у Италији у округу Потенца, региону Базиликата.
Према процени из 2011. у насељу је живело 186 становника. Насеље се налази на надморској висини од 469 м.